# NGC 2326
NGC 2326 è una vasta galassia a spirale barrata situata nella costellazione della Lince, a una distanza di circa 292 milioni di anni luce dalla nostra Via Lattea.

## Scoperta
La galassia è stata scoperta il 9 febbraio 1788 dall'astronomo britannico di origine tedesca William Herschel.

## Descrizione
NGC 2326 ha una classe di luminosità II. Il database SIMBAD la classifica come radiogalassia.
Data la sua luminosità superficiale pari a 14,44, NGC 2326 può essere classificata come una galassia a bassa luminosità superficiale (nella letteratura in lingua inglese abbreviata in LSB, acronimo di Low Surface Brightness). Le galassie LSB sono galassie di tipo diffuso (D) con una luminosità superficiale inferiore di almeno una magnitudine a quella del cielo notturno circostante.
Nella stessa regione di cielo si trovano anche le galassie NGC 2315, NGC 2320, NGC 2321 e NGC 2322. Nelle immagini, NGC 2326 appare affianca da una piccola galassia compagna catalogata PGC 20237. Quest'ultima, anche se non è inclusa nel New General Catalogue, viene talvolta identificata come NGC 2326A.